# Ådne Holter
Ådne Holter, né le 8 juillet 2000,, est un coureur cycliste norvégien. Il est membre de l'équipe Uno-X Pro.

## Biographie
Formé au Lillehammer CK, Ådne Holter se classe notamment troisième du championnat de Norvège du contre-la-montre en 2018 dans la catégorie juniors (moins de 19 ans). La même année, il représente son pays lors des championnats d'Europe et des championnats du monde juniors, où il prend la 32e place de la course en ligne. Il réalise ensuite ses débuts espoirs (moins de 23 ans) en 2019. Bon grimpeur, il termine notamment troisième du Tour de León en Espagne sous les couleurs de DARE Bikes Development, réserve d'Uno-X Norwegian Development. 
Après avoir été stagiaire chez Uno-X Dare Development, il rejoint finalement la formation Joker Fuel of Norway en 2020. Dans une saison perturbée par la pandémie de Covid-19, il finit cinquième du Hafjell TT ainsi que huitième du Lillehammer GP. La disparition de l'équipe Joker le pousse cependant à revenir dans son club formateur de Lillehammer en 2021. Toujours en Norvège, il obtient deux victoires au niveau national. Il termine par ailleurs quatrième de la Gylne Gutuer, cinquième du Lillehammer GP ou encore quinzième de la Course de la Paix espoirs, manche de la Coupe des Nations U23. Au mois d'aout, il fait partie des cyclistes norvégiens sélectionnés pour disputer le Tour de l'Avenir.
Il passe professionnel en 2022 au sein de l'équipe Uno-X Pro, qui l'engage pour deux ans.

## Palmarès
- 2018
  - 3e du championnat de Norvège du contre-la-montre juniors
- 2019
  - 3e du Tour de León
- 2020
  - 3e du championnat de Norvège du contre-la-montre par équipes
- 2021
  - 3e étape du Tour Te Fjells
  - 2e du championnat de Norvège du contre-la-montre par équipes
  - 3e du Tour Te Fjells
- 2022
  -  Champion de Norvège du contre-la-montre par équipes
- 2023
  - Sundvolden GP
- 2024
  - 3e du Tour de Norvège

## Classements mondiaux
| Année                                 | 2020  | 2021  | 2022 | 2023 | 2024 |
| ------------------------------------- | ----- | ----- | ---- | ---- | ---- |
| Classement mondial                    | 1182e | 1110e | 701e | 657e | 373e |
| UCI Europe Tour                       | 915e  | 824e  | 540e | nc   | nc   |
|                                       |       |       |      |      |      |
| Légende : nc = non classéSource : UCI |       |       |      |      |      |